# Progénesis
Progénesis en biología del desarrollo es un mecanismo que está asociado con la pedomorfosis. Progénesis se refiere a la obtención de la madurez sexual (debido a una aceleración del desarrollo del aparato reproductor) por parte de un organismo que aún está en su etapa larvaria o juvenil, y que tiene como resultado secundario el no experimentar las etapas posteriores del desarrollo. Los organismos que son progenesicos nunca alcanzan la forma adulta experimentada por sus antepasados.

## Mecanismos de progénesis
Progénesis a veces es inducida por las condiciones ambientales que inhiben la realización de la metamorfosis, como la baja temperatura o la falta de yodo disponible que conduce a una baja actividad de la glándula tiroides. La forma larval puede madurar sexualmente, aparearse, y producir descendencia completamente viable. Si las condiciones ambientales mejoran, este tipo particular de progenesis a veces puede ser revertido, con la metamorfosis de las larvas de completar y alcanzar la madurez normal.

## Reino Animal
Esta situación biológica se encuentra en algunos anfibios, y también entre los insectos.

## Paedogénesis
Organismos progenésicos son capaces de paedogénesis. Este es el acto de reproducción durante la forma de larvas y se produce en las hembras de ciertos escarabajos, estrepsipteras, gusanos de saco y algunos mosquitos.